# Sibirskaja Logkaja Awiacyja
Sibirskaja Logkaja Awiacyja, SiŁA (ros. Сибирская Лёгкая Авиация, СиЛА) – rosyjskie linie lotnicze posiadające samoloty turbośmigłowe przeznaczone do lotów regionalnych na Syberię. Certyfikat przewoźnika lotniczego uzyskały w 2014 r.

## Flota
Według danych z lipca 2021 flota Sibirskiej Logkiej Awiacyi posiadała następujące samoloty:
- An-28 – 4 sztuki
- Let L-410 – 7 sztuk